# سیارک ۱۶۵۱۴
سیارک ۱۶۵۱۴ (به انگلیسی: 16514 Stevelia، نامگذاری:1990VZ6) شانزده هزار و پانصد و چهاردهمین سیارک کشف شده‌است که در ۱۱ نوامبر ۱۹۹۰ کشف شد.
قدر مطلق سیارک برابر ۱۲٫۷۰ است.